# Casa da Lagoa
A Casa da Lagoa é uma edificação localizada em Livramento de Nossa Senhora, município do estado brasileiro da Bahia. Foi tombado pelo Instituto do Patrimônio Artístico e Cultural da Bahia (IPAC) em 2001, através do processo de número 001.
Segundo a tradição o edifício teria sido construído pelo médico e futuro Senador, Dr. José de Aquino Tanajura, para sua residência, logo após o seu casamento, realizado em 1861. O imóvel pertence, atualmente, a Antônio Tanajura Gomes e herdeiros de Alfredo Machado.